# Caspiohydrobia tadzhikistanica
Caspiohydrobia tadzhikistanica is een slakkensoort uit de familie van de Hydrobiidae. De wetenschappelijke naam van de soort is voor het eerst geldig gepubliceerd in 1974 door Starobogatov & Izzatullaev.